# Morris CDSW
Der Morris CDSW 6x4 war eine sechsrädrige Artilleriezugmaschine, welche vom Morris C-Typ abgeleitet war und erstmals 1935 für die britische Armee produziert wurde.

## Beschreibung
Beim Militär wurde dieser Lkw-Typ unter anderem dazu verwendet, um die Ordnance QF-18-Pfünder und die Ordnance QF 4,5-inch Howitzer zu ziehen. Beide wurden später durch die Ordnance QF 25-Pfünder-Kanonenhaubitze zunächst ergänzt und später ganz ersetzt.
1939 startete der CDSW AA mit einem modifizierten Chassis und Motor des Morris CVF und wurde zum Schleppen der 40-mm-Bofors-Geschütze im Light-Anti-Aircraft-(LAA)-Regiment verwendet. Es gab auch eine Version des CDSW mit einem aufgebauten Kran. In seiner Hauptfunktion, dem Schleppen der 25-Pfünders, wurde er ab 1939 durch den Morris C8 ersetzt. Der CDSW AA hatte einen Sechszylinder-Benzinmotor mit 60 PS Leistung als Antrieb und war auch in einer Version für die Feuerwehr erhältlich. Wie der Morris C8 kam der CDSW an allen Fronten des Zweiten Weltkriegs sowie im Koreakrieg zum Einsatz. Und wie bei diesem endete die Produktion 1945.

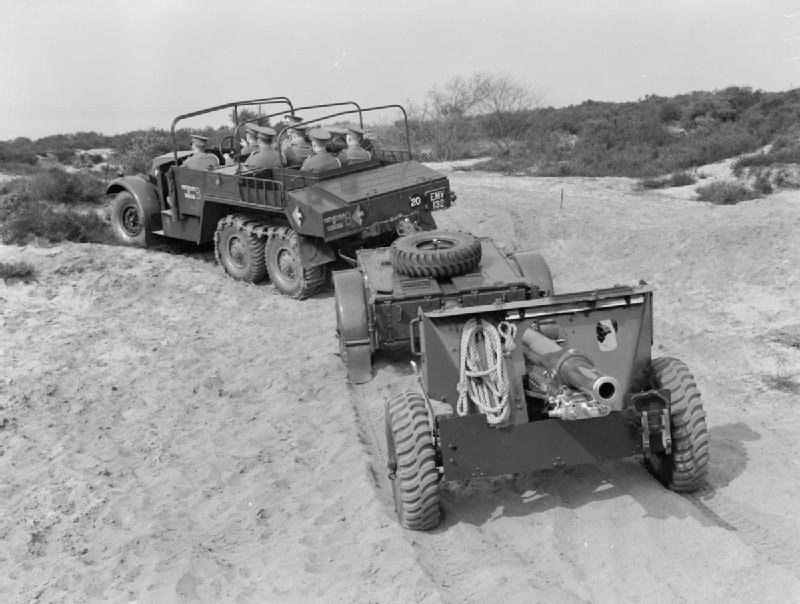
Ein Morris CDSW zieht ein Achtzehnpfünder-Geschütz.
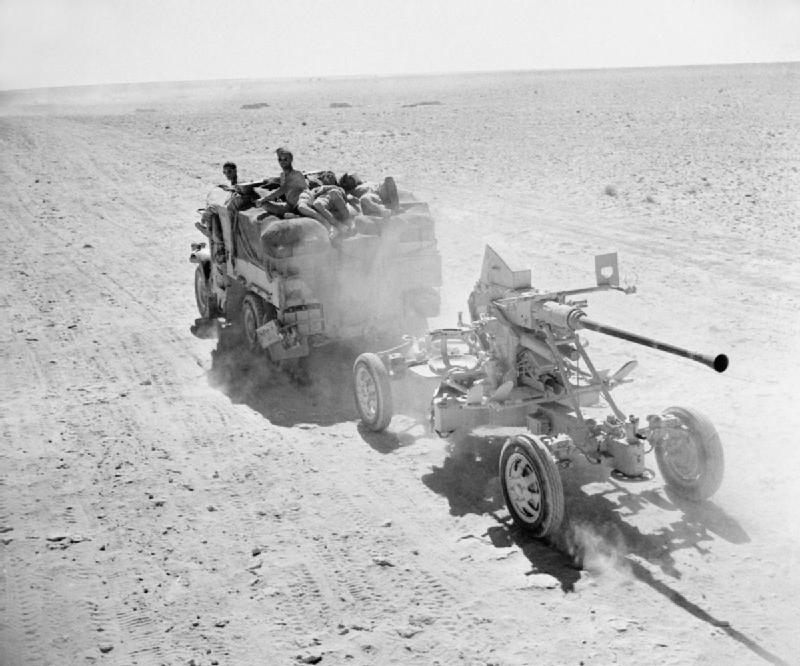
Ein Morris CDSW zieht ein Bofors-Geschütz.
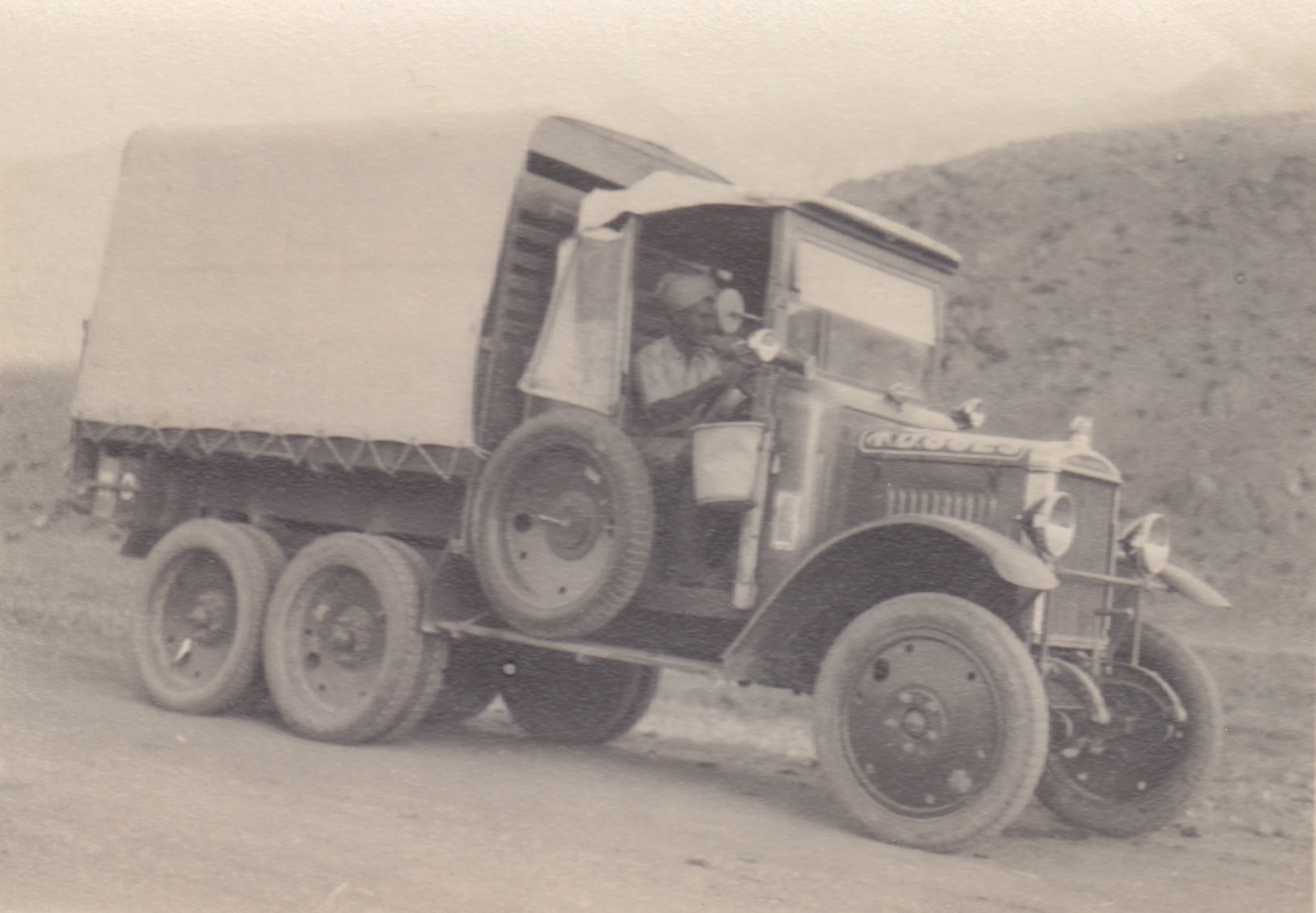
Morris 3-Achser-Lkw der 1920er-Jahre

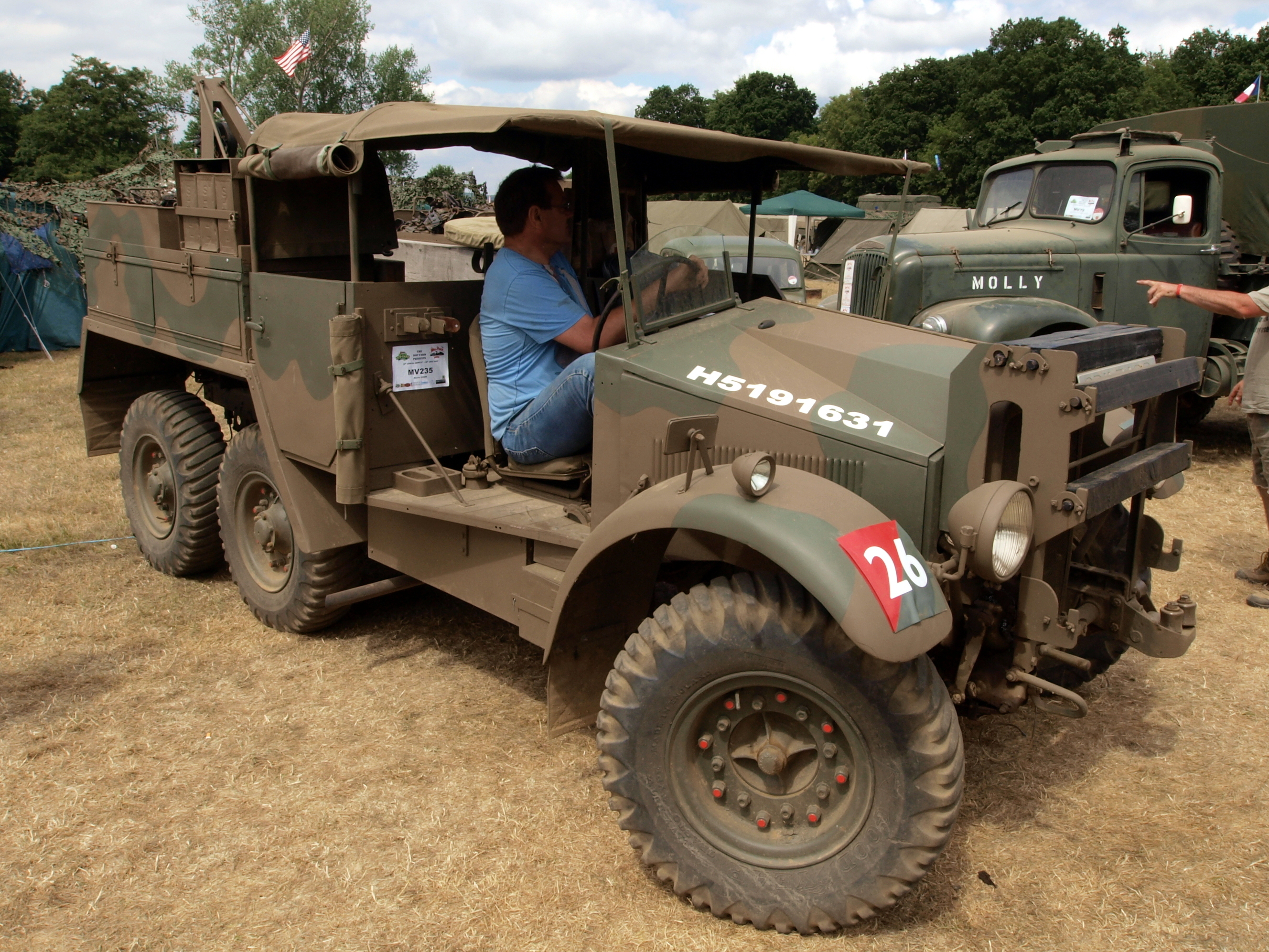
Morris-CDSW-Abschleppfahrzeug Seitenansicht.
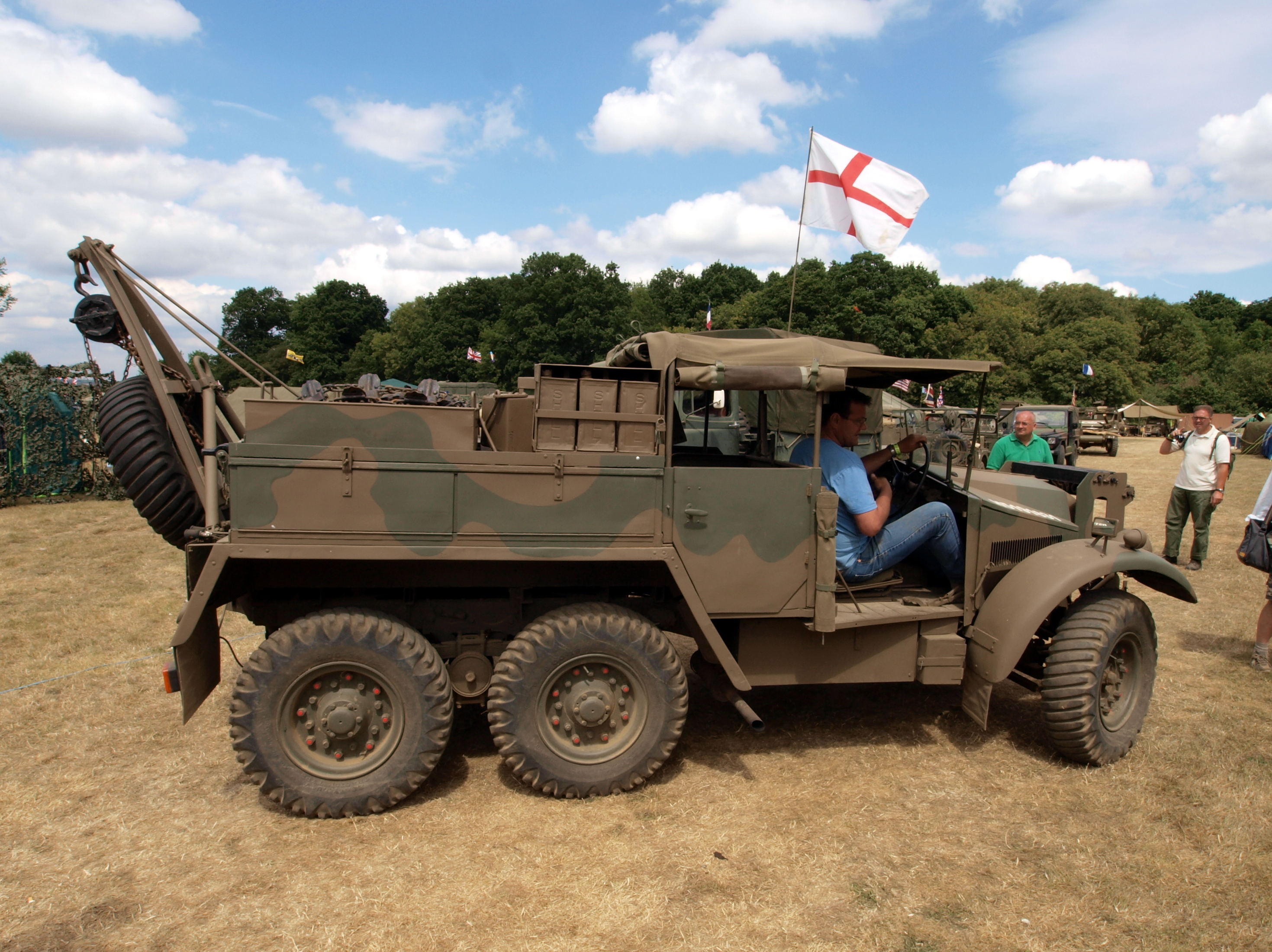
Morris-CDSW-Abschleppfahrzeug Seitenansicht.
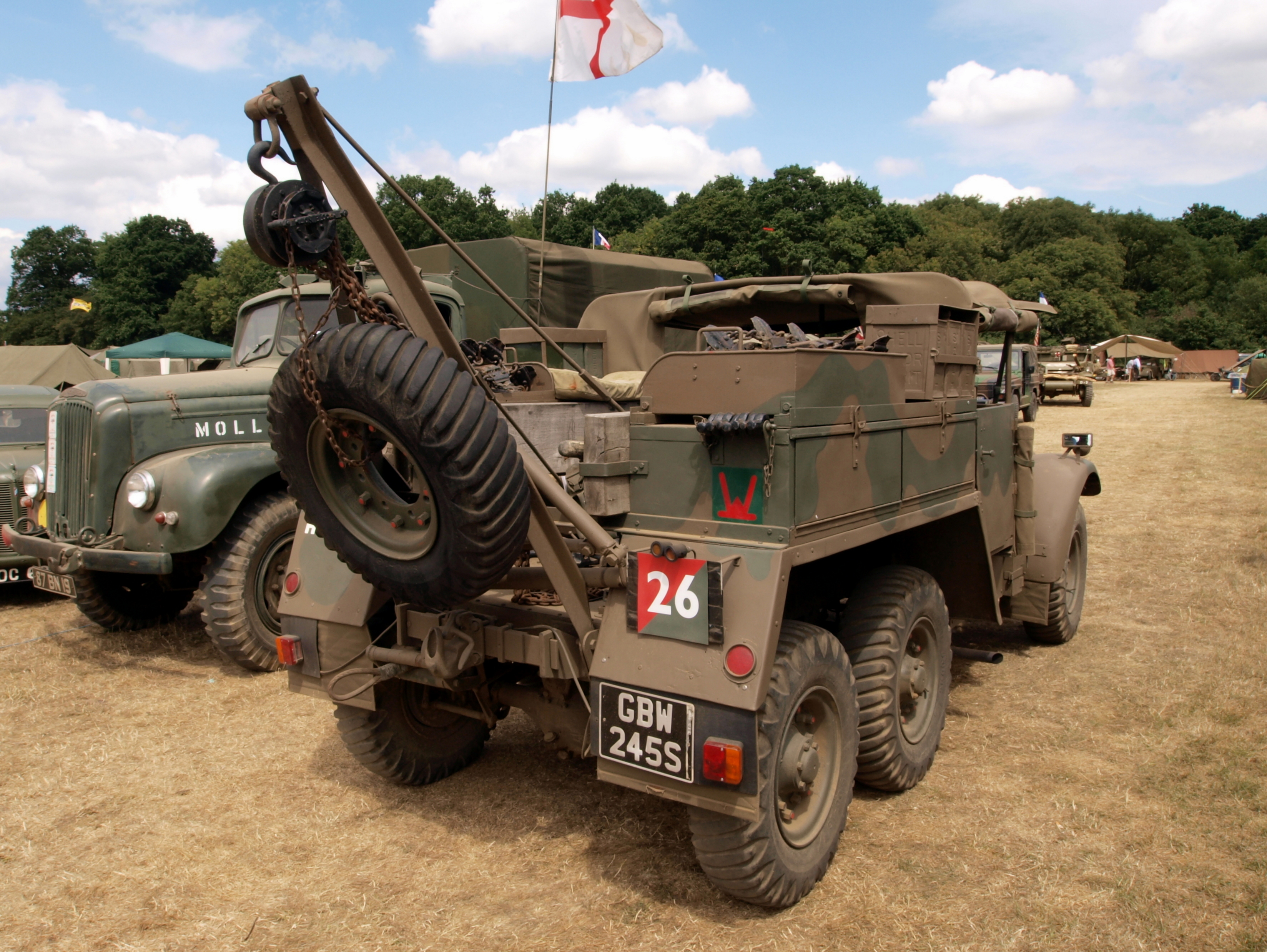
Morris-CDSW-Abschleppfahrzeug Heckansicht.

## Technische Daten
- Gewicht: 3668 kg
- Höhe: 2010–2290 mm
- Motor:Morris 6-Zylinder 3,5-Liter-Seitenventilbenzinmotor mit 60 ab 1940 70 PS